# Långtjärnen (Brunflo socken, Jämtland, 700573-146522)
Långtjärnen är en sjö i Östersunds kommun i Jämtland och ingår i Indalsälvens huvudavrinningsområde. Sjön har en area på 0,108 kvadratkilometer och ligger 311,8 meter över havet.

## Delavrinningsområde
Långtjärnen ingår i det delavrinningsområde (700112-147050) som SMHI kallar för Utloppet av Ismunden. Medelhöjden är 327 meter över havet och ytan är 55,04 kvadratkilometer. Räknas de 28 avrinningsområdena uppströms in blir den ackumulerade arean 329,79 kvadratkilometer. Sännån (Norån) som avvattnar avrinningsområdet har biflödesordning 2, vilket innebär att vattnet flödar genom totalt 2 vattendrag innan det når havet efter 193 kilometer. Avrinningsområdet består mestadels av skog (67 procent). Avrinningsområdet har 12,48 kvadratkilometer vattenytor vilket ger det en sjöprocent på 22,7 procent.